# Кіїк-Атлама
Кії́к-Атлама́ (крим. Kiyik Atlama) — піднесений мис з переважно стрімкими берегами біля селища Кайгадор, Україна. Майже безлісний, має родовища гіпсу.

## Назва
За однією версією, назва перекладається з кримськотатарської як «стрибок дикої кози» (kiyik — «дикий», також «дика коза», і atlama — «стрибок»), за іншою — назва сходить до кримськотатарського qatlama — блюдо з листкового тіста — за аналогією з шаруватими урвищами мису.

## Опис
Розташований у південно-східному Криму, біля селища Кайдагор Феодосійського району Автономної Республіці Крим, Україна.
На схід від мису розташована Двоякорна бухта, на захід з боку Коктебеля селище омивають води бухти Провато, яку до свого складу включає більша Коктебельська затока. Цей мис далеко видається в акваторію Чорного моря, надаючи місцевій береговій лінії характерного контуру. Через вузькість (0,25—1 км) і досить значну довжину (близько 4 км) Кіїк-Атлама формою скоріше нагадує невеликий півострів площею близько 6 км².
Біля закінчення мису розташований невеликий кам'яний острівець Іван-Баба («Батько Іван»).
Кіїк-Атлама гористий і фактично є продовженням невисокого, але досить крутого гірського хребта Буюк-Янишар. У основи мису висота даного хребта досягає 238,2 м, в середині є підвищення до 130,2 м і нарешті, закінчується мис підвищенням до 175,8 м. У геологічному відношенні мис і урвища над ним складені в основному міцними верхньоюрськими конгломератами. Але під деякими урвищами є скупчення більш податливих глин. У цих місцях до моря опускаються зсуви. Місцями в ярах зустрічаються рідкісні з фісташки, держідерева, скумпії.
На півострові є п'ять пляжів, на мисі знаходиться маяк, пам'ятний знак воїнам-артилеристам і військовослужбовцю, який зірвався зі скелі.

## Історія
На мисі Кіік-Атламу археологами було виявлено кілька стоянок стародавньої людини часів неоліту.
За радянських часів тут виникло селище, населення якого працювало на військовому заводі «Гідроприлад». Це був один з авторитетних і перспективних заводів, що функціонує в обстановці найсуворішої таємності. А трохи пізніше, під західними схилами Тепе-Оба, було збудовано ще один завод того ж напрямку, який отримав назву «Гідроапарат». На їх базі проводились випробування та виробництво торпед, а також проектування нових військових апаратів. Через секретний завод «Гідроприлад», за радянських часів відвідати мис Кіік-Атлама було неможливо. Після розвалу СРСР завод припинив роботу і стоїть у запустінні.

## Галерея

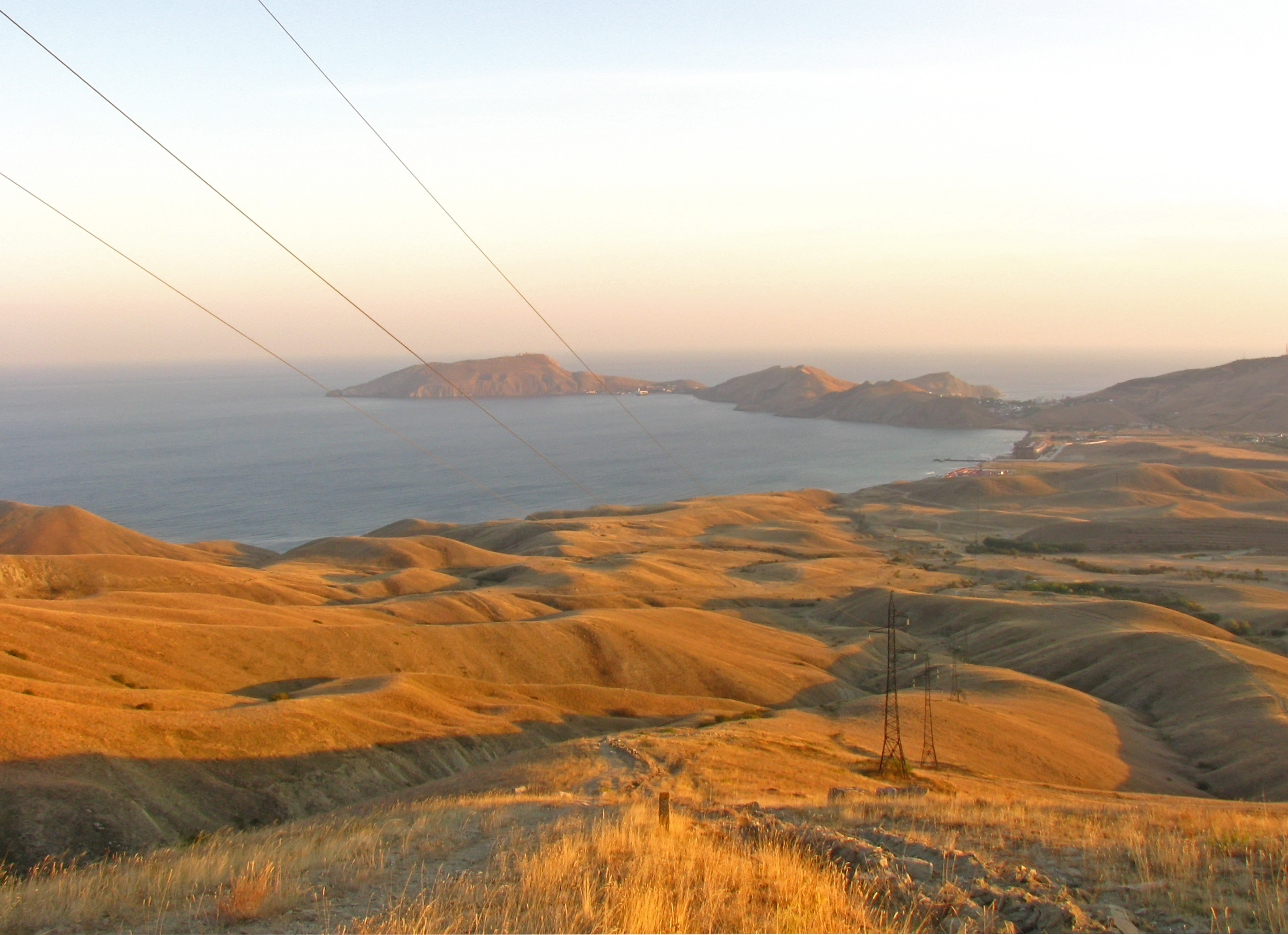
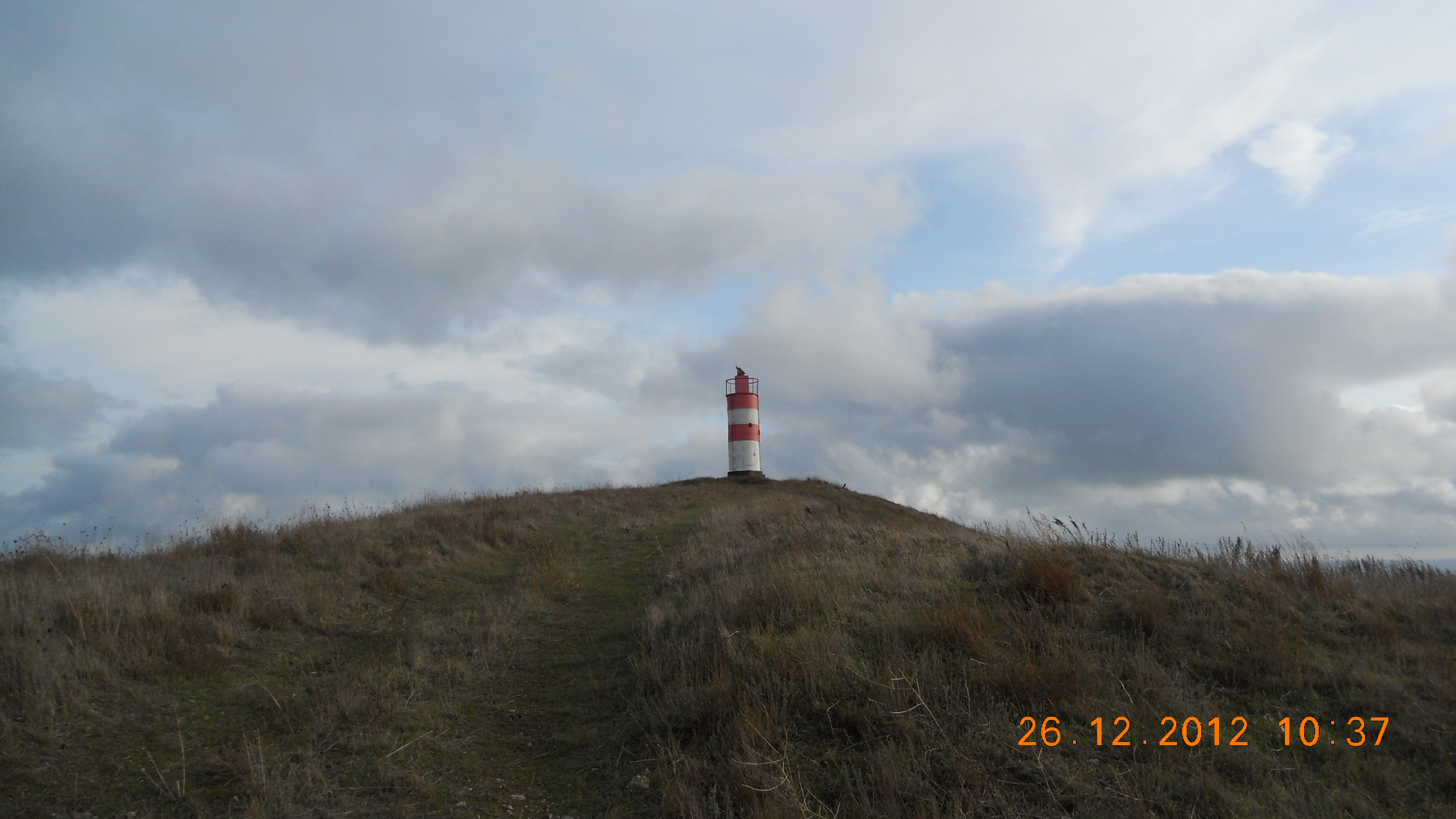
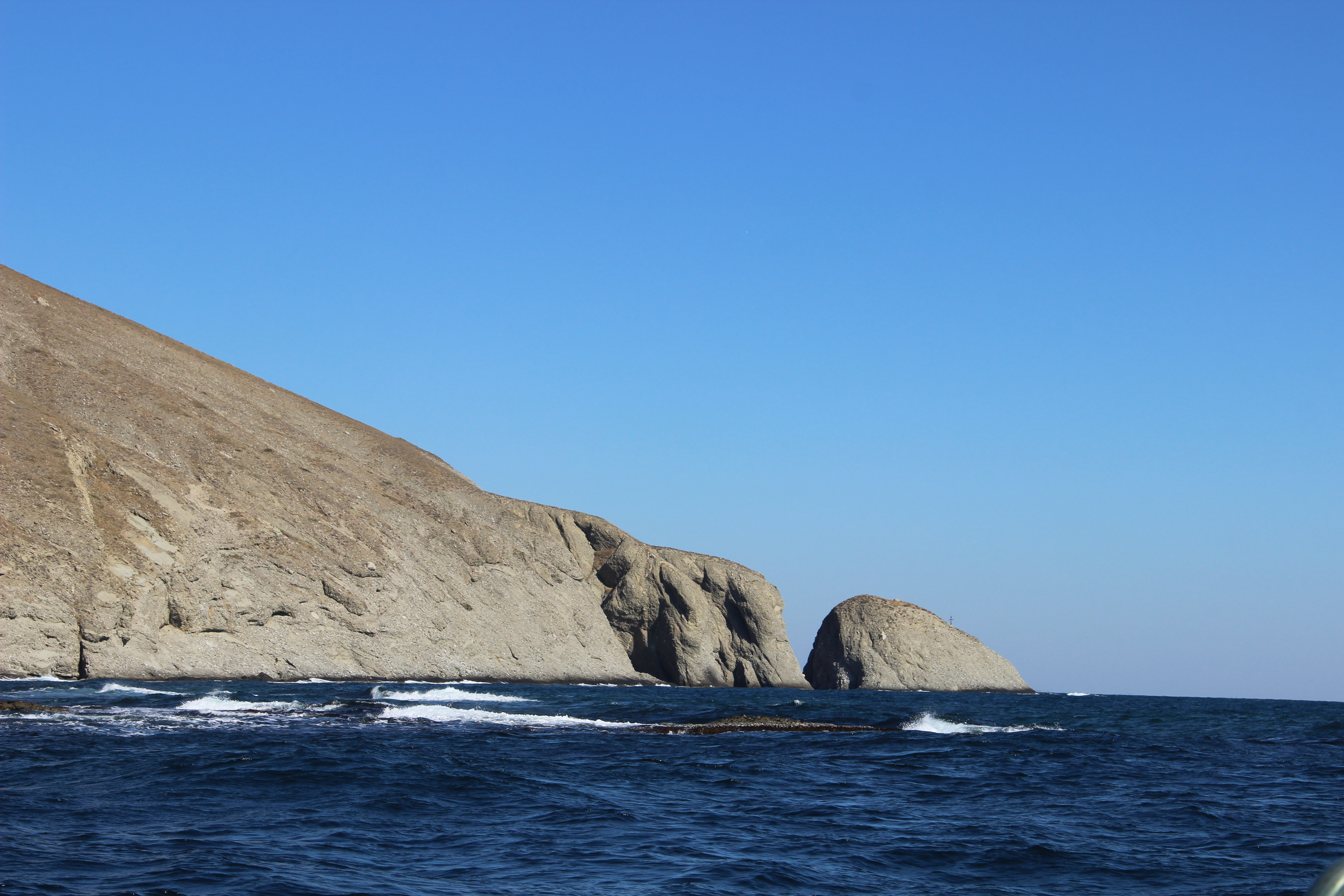
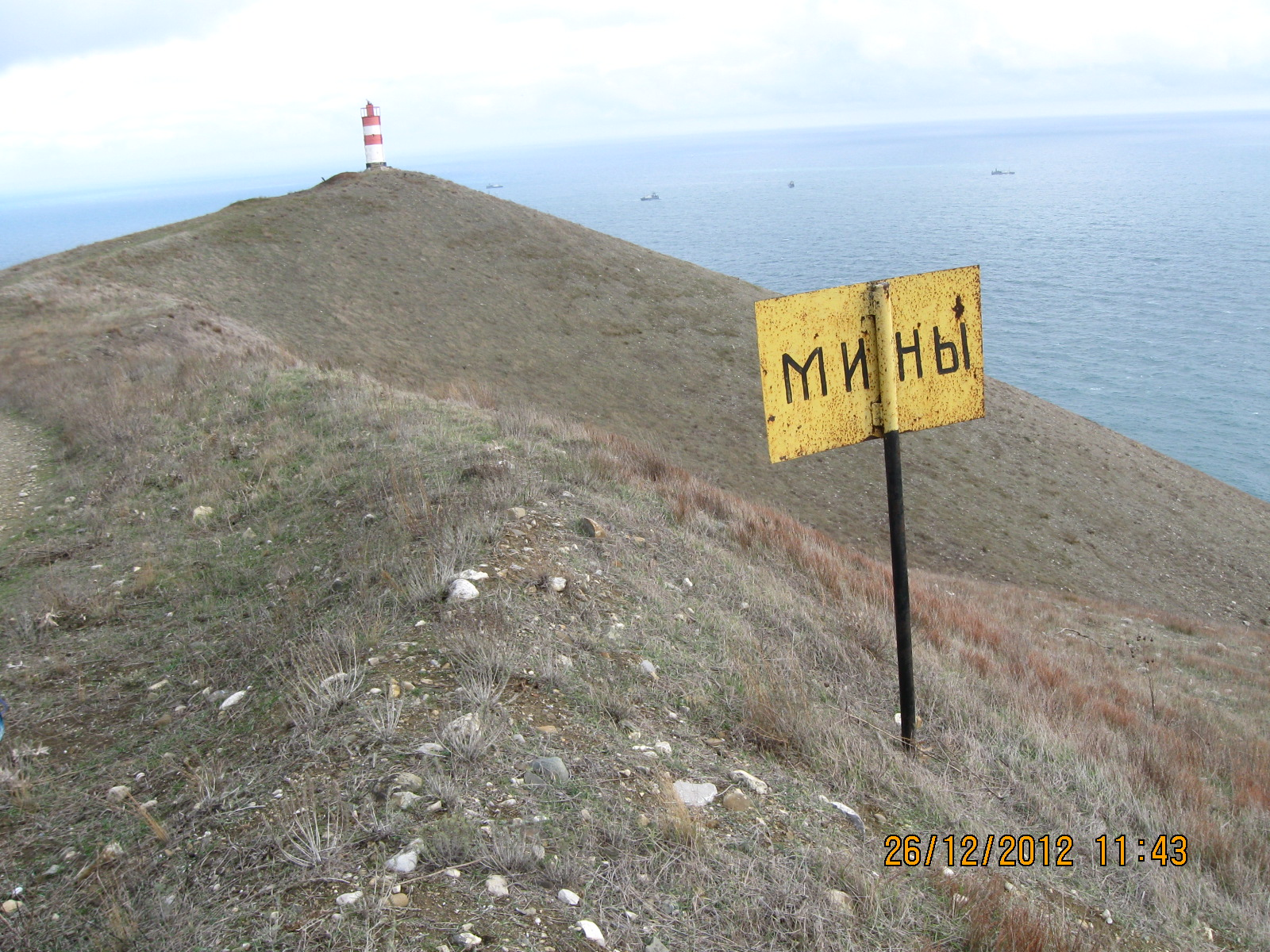
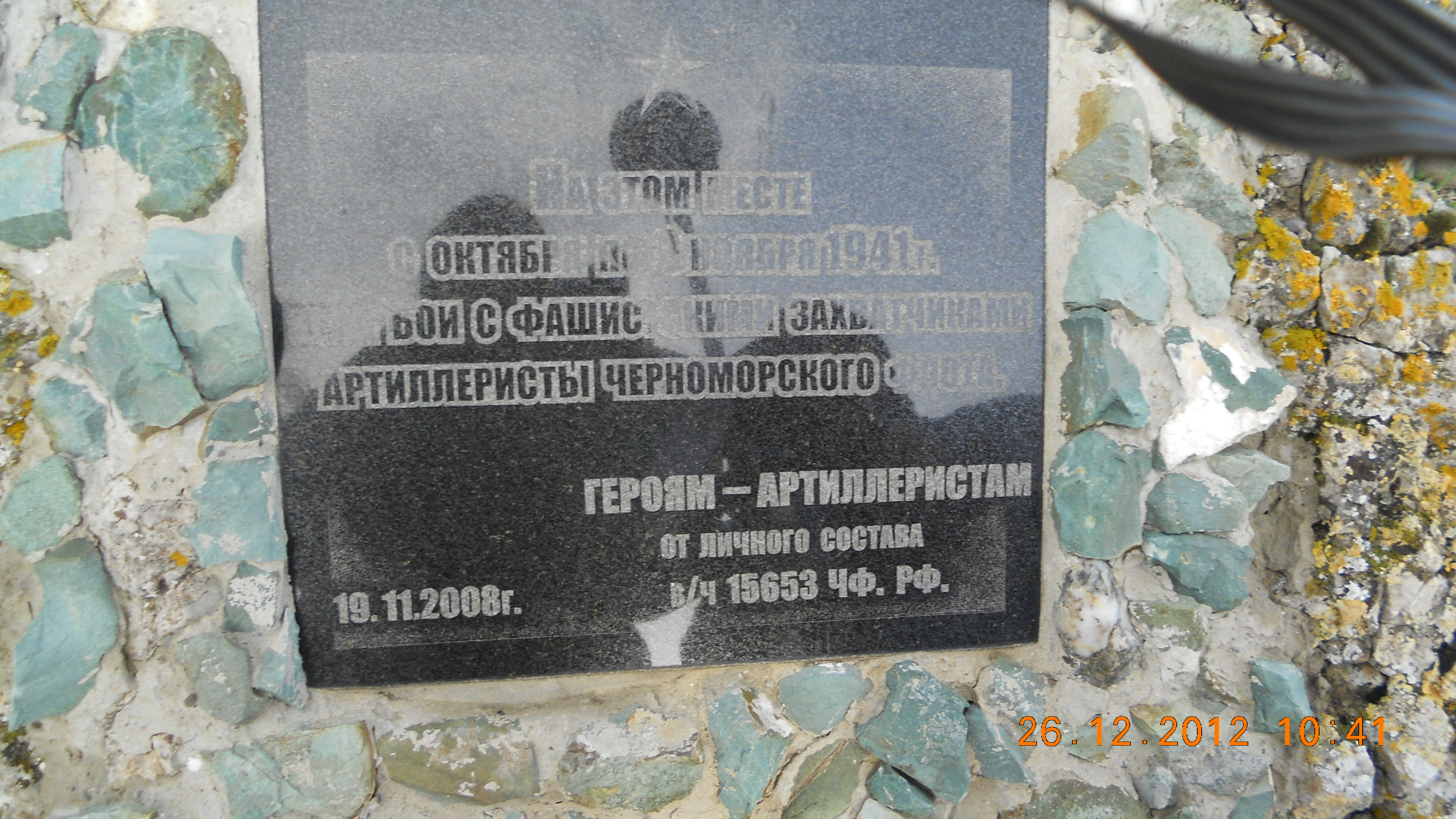